# Набхи (индуизм)
Набхи (санскр. नाभि) — персонаж индуистской и джайнистской мифологии, отец Ришабхи — легендарного основателя Джайнизма.

## Предание

### В индуизме
Набхи — правнук Сваямбхувы, первого Ману. Он сын Агнидры и Пурвачитти. Он правнук Сваямбхувы Ману, первого человека в мире. Набхи унаследовал одну девятую часть территории Джамбу-двипы, которой правил его отец. Набхи вышел замуж за Марудеви, и она родила сына по имени Ришабха. Ришабха был аватарой Вишну. Он сменил Набхи после его смерти.
Набхи показан одним из Ману в Бхагавата-пуране. 

### В джайнизме
Царь Набхи был 14-м или последним Кулакаром авасарпини (части космического временного цикла в джайнизме в которой мир, как говорят, находится в настоящее время). Он был отцом Ришабхи, первого тиртханкары (мудрецов джайнизма) нынешней авасарпини. Согласно джайнистскому тексту Ади-пуране, Набхираджа жил на пурву в 1 крор, а его рост составлял 525 дхануша (длинных луков).
Марудеви, жена Набхи, видела 14 благоприятных снов. Когда она поделилась ими с королем, он растолковал их, сказав что она родит тиртханкару. Затем она родила Ришабху. Согласно Ади-пуране, Набхи прожил 1 крор, а его рост составлял 525 дхануша (1575 метров). 
Согласно джайнистской литературе, Индия изначально была известна как Набхиварша (земля Набхи), позже она была переименована в Бхаратаваршу в честь Бхараты, сына Ришабхи.